# 伦理运动
伦理运动（Ethical movement），或译道德运动，也称为伦理文化运动（Ethical Culture movement）、伦理人文主义（Ethical Humanism）和伦理文化（Ethical Culture），是由菲利克斯·阿德勒于1877年发起的一场伦理、教育和宗教运动。它主张尊重道德准则并按照道德准则生活，才能过上有意义的生活，并使世界变得更加美好。
在美国伦理运动以各种教育组织（例如美国人文主义协会）为核心，在英国则形成南广场伦理学会和英国伦理联盟（British Ethical Union）。